# Е Пенел
Е Пенел (фр. Haye-Pesnel) насеље је и општина у северној Француској у региону Доња Нормандија, у департману Манш која припада префектури Авранш.
По подацима из 2011. године у општини је живело 1362 становника, а густина насељености је износила 216,53 становника/km². Општина се простире на површини од 6,29 km². Налази се на средњој надморској висини од 89 метара (максималној 134 m, а минималној 62 m).

## Демографија
| 1962. | 1968. | 1975. | 1982. | 1990. | 1999. | 2011. |
| ----- | ----- | ----- | ----- | ----- | ----- | ----- |
| 1.125 | 1.193 | 1.288 | 1.355 | 1.284 | 1.317 | 1.362 |

График промене броја становника у току последњих година